# Anheuser-Busch InBev
Anheuser-Busch InBev SA/NV (AB InBev) – międzynarodowy koncern browarniczy z siedzibą główną w Leuven w Belgii, największy producent piwa na świecie, właściciel marek: Budweiser, Corona i Stella Artois.
Anheuser-Busch InBev powstał w 2008 r. w następstwie przejęcia amerykańskiego koncernu Anheuser-Busch przez belgijsko-brazylijski InBev.
Przedsiębiorstwo zatrudnia ok. 200 tys. pracowników w ponad 50 krajach, a jego piwa są sprzedawane w ponad 100 krajach na 6 kontynentach.

## Historia
Europejskie korzenie AB InBev sięgają browaru Den Hoorn w Leuven, który warzył piwo już w 1366 r. Kilka wieków później, w 1717 r. Sébastien Artois, ówczesny główny piwowar w Den Hoorn, kupił browar i nazwał go swoim nazwiskiem. Piwo Stella uwarzono tam po raz pierwszy w 1926 r.
W 1987 r. dwa największe belgijskie browary, Artois oraz Piedbœuf położony w Jupille (producent Jupilera), połączyły się tworząc Interbrew. Nowo powstała firma najpierw przejęła kilka lokalnych browarów, a na początku lat 90. poczyniła inwestycje na Węgrzech rozpoczynając w ten sposób swoją międzynarodową ekspansję. W 1995 r. Interbrew wykupił kanadyjskiego producenta piwa Labatt, następnie inwestował w przemysł browarniczy Rosji, Wielkiej Brytanii i Niemiec, przejmując m.in. w 2001 r. markę Beck’s, a rok później nabył akcje browarów w Chinach zaznaczając tym samym swoją obecność na największym piwnym rynku świata.
W 2004 r. doszło do konsolidacji Interbrew z brazylijskim AmBev. Były to wówczas odpowiednio trzeci i piąty koncern na świecie pod względem ilości produkowanego piwa (pierwszy był Anheuser-Busch, a drugi SABMiller). W efekcie belgijsko-brazylijskiej fuzji powstał największy piwny koncern świata, który przyjął nazwę InBev.
W 2008 r. InBev wykupił swojego amerykańskiego konkurenta, Anheuser-Buscha (producenta piwa Budweiser) i zmienił nazwę na Anheuser-Busch InBev. Pozwoliło mu to powrócić na pozycję lidera branży piwowarskiej, którą utracił w międzyczasie na rzecz SABMillera. AB InBev stał się też jednym z pięciu największych producentów dóbr konsumpcyjnych na świecie.
W 2013 r. AB InBev nabył meksykańską grupę piwowarską Modelo, będącą właścicielem marki Corona.
W 2016 r. doszło do rekordowej transakcji w historii piwowarstwa – AB InBev przejął SABMillera za kwotę ponad 100 mld USD. Konsolidacja dwóch największych koncernów browarnicznych świata została zakończona 10 października. Ilość wyprodukowanego przez AB InBev w 2016 r. piwa wyniosła 434 mln hektolitrów, co stanowiło ok. 22–23% światowej produkcji. Szacuje się, że po fuzji ilościowy udział AB InBev w globalnym rynku piwa wzrósł do ok. 28%.

## Marki
AB InBev jest właścicielem ponad 400 marek piwa. W portfolio przedsiębiorstwa jego najpopularniejsze marki zostały podzielone ze względu na zasięg ich występowania.
Marki o zasięgu globalnym:
- Budweiser
- Corona
- Stella Artois

Marki o zasięgu międzynarodowym:
- Beck’s
- Castle Lager
- Castle Lite
- Hoegaarden
- Leffe

Marki o zasięgu lokalnym:

- Aguila
- Aguila Light
- Antarctica
- Brahma
- Bud Light
- Carling Black Label
- Carlton Draught
- Carlton Dry
- Cass
- Chernigivske
- Cristal
- Eagle Lager
- Great Northern
- Harbin Ice
- Haywards 5000
- Hero
- Jupiler
- Kilimanjaro Premium Lager
- Klinskoye

- Labatt
- Michelob Ultra
- Modelo Especial
- Pilsener (Ekwador)
- Pilsen Callao
- Poker
- Port Royal
- Quilmes
- SalvaVida
- Sedrin
- Sibirskaya Korona
- Skol
- Victoria
- Victoria Bitter